# Tín dụng xuất khẩu
Tín dụng xuất khẩu được hiểu là khoản tín dụng người xuất khẩu cấp cho người nhậu khẩu (còn được cọi là tín dụng thương mại) hoặc khoản cho vay trung và dài hạn, dùng để tài trợ cho các dự án và cung cấp vốn cho hoạt động xuất khẩu hàng hóa. Tín dụng xuất khẩu bao gồm tín dụng cấp trong thời gian trước khi gửi hàng hoặc hoàn thành dự án và thời gian sau khi giao hàng hoặc nhận hàng hoặc khi hoàn thành dự án.